# Бейлик Алайе
Бейлик Алайе (тур. Alâiye Beyliği) — небольшой анатолийский бейлик (эмират), включавший город Алайе и его окрестности и существовавший между 1293 и 1471 годами. Бейликом правила ветвь династии Караманидов.
Бейлик имел выгодное географическое положение, через его порт проходили торговые пути из Анатолии, Сирии, Египта на запад. Практически весь период существования бейлика его правители были вынуждены вести борьбу с королевством Кипр. Отношения беев Алайе с родственниками — Караманидами — были сложными. Иногда два семейства объединялись для борьбы против других врагов, но по большей части Караманиды пытались захватить Алайе. В 1471 году бейлик аннексировали османы, а последний бей, без боя сдавший крепость, получил санджак в Румелии.

## История
Алайю, тогда носившую название Калонорос, захватил сельджукский султан Алаэддин (Ала ад-Дин) Кей-Кубад I в 1221 году. Арабский средневековый историк Ибн Биби и автор анонимного «Сельджукнаме» утверждали, что Алаэддин «дал этому городу собственное имя, назвав его Алайе». По словам турецкого историка XX века И. Узунчаршилы, после захвата города образовался небольшой бейлик. Султан в короткие сроки перестроил город, обновил ворота и бастионы крепости и добавил цистерну. Он построил внутри крепости мечеть, медресе, хаммамы, дворцы и особняки для себя и чиновников. Кроме того, по его приказу соорудили верфь и арсенал и построили флот для обеспечения безопасности побережья. Султан принял меры и для экономического развития города, построив мастерские, базары, караван-сараи между Анталией и Алайе. После реконструкции Алайи Алаэддин Кей-Кубад стал проводить здесь большую часть зимних месяцев. После его смерти Алайе продолжал оставаться местом зимней резиденции сельджукских султанов, где они останавливались время от времени.
К концу XIII века сельджукское государство ослабло. В январе 1284 года король Кипра Гуго III высадил войска в Алайе, рассчитывая воспользоваться безвластием в Анатолии. Его флот атаковал крепость Алайе, и крестоносцы захватили Кызыл Куле (Красную башню), разграбили порт и его окрестности, однако замок захватить не смогли. Согласно анонимному «Сельджукнаме», в 1292/93 году сын Карамана-бея Бедреддин Махмуд отвоевал город, который был частично захвачен крестоносцами, и велел читать хутбу от имени мамлюкского султана аль-Ашрафа Халиля. До смерти Махмуда в 1308 году город, вероятно, оставался под властью Караманогуллары. Нет информации о том, как управляли городом и как формировалась в этот период администрация. Из отчеканенных монет следует, что, хотя с 1292/93 года проповедь читалась от имени султана мамлюков, влияние в регионе в конце века имели ильханы, особенно во время правления Газан-хана. Торговые связи Алайе с Кипром и Египтом не прекращались. Согласно османскому историку XVII века Мунадджим-баши Ахмед Деде, семья, основавшая бейлик, происходила от сыновей дочери сельджукского султана. Однако эта версия не имеет документальных подтверждений.

### Юсуф-бей
После смерти Бедреддина Махмуда-бея источники упоминали как правителя Алайе Юсуфа-бея. Он приехал в город либо после смерти Гюнери-бея в 1300 году, когда Махмуд стал беем Караманогуллары, либо после смерти Махмуда-бея в 1308 году. В 1333/34 году, когда Ибн Баттута посетил Алайе, город всё ещё находился под властью Юсуфа. Согласно источникам, он и его сыновья действовали как независимые беи. Караманоглу Юсуф-бей признается историками основателем бейлика Алайе. Записи о доходной торговле древесиной, смолой, шёлком и рабами, которая обогащали Алайе, сосредоточены между 1300—1334 годами — во время правления Юсуф-бея. Пик процветания и богатства региона связывается с периодом его правления. Юсуф умер, вероятно, в 1350-х годах.

### Алаэддин б. Юсуф
Известно, что во второй половине XIV века город находился под управлением Караманидов. Считается, что Алаеддин-бей, сын Юсуфа, стал беем в 1350-х годах. Основной проблемой бейлика в период его правления была деятельность короля Кипра Петра, который занял трон после Гуго в 1358 году. В этот период залив Анталии был ареной длительной войны короля Кипра и огузских беев. Для защиты от христиан Алаэддин заключал союзы с Теке-беем и Караманоглу Алаеддином. Возможно, что Алаэддину-бею, как и бею Текеогуллары, пришлось временно признать господство Петра I, однако через короткое время тюркские беи отказались от повиновения царю Кипра. Эта война повлияла на процветание в регионе. Алаэддин-бей умер в 1364 году, ему наследовал его сын Хусамеддин Махмуд.

### Хусамеддин Махмуд б. Алаэддин
Период правления Хусамеддина Махмуда отмечен интенсивной борьбой против киприотов. Пётр I, захвативший Корикос и Анталию, во время правления Махмуда-бея пытался захватить весь регион между двумя замками. В сентябре 1364 года киприоты напали на Алайе, в ноябре 1364 года огузские суда напали на Кипр. В 1366 году Пьер опять напал на город, но Махмуд при поддержке Караманидов отбил нападение. Провал атаки на Алайе оказал значительное влияние на ситуацию в регионе. В феврале 1367 года Хусамеддин Махмуд вместе с Караманидом, Хамидидом, Теке-беем, Айдынидом, Мусой и Кирманом Ментешеоглу, Саруханидом вошёл в антикипрский альянс. Союзная армия беев из 40 тысяч человек подошла к Корикосу. Пётр I немедленно отправил помощь осаждённым. 7 марта 1367 года беи сняли осаду и ушли.
Нет данных о времени и месте смерти Махмуда. Его надгробие обнаружено в Эгридире. Согласно надписи на надгробии, у Махмуда был сын по имени Джелаледдин, который в 1412 году был в Эгридире беем.
Период истории Алайе с 1373 года и до Ангорской битвы в 1402 году не освещён в источниках. В этот период в Анатолии произошло много важных событий, в частности после битвы в 1398 году на равнине Акчай между Караманоглу Алаеддином и Баязидом I бейлик Караманидов аннексировали османы. Вероятно, то же произошло и с бейликом Алайе.

### Восстановление после Ангорской битвы: Савджи б. Шемседдин Мехмед
После поражения в 1402 году Баязида в Ангорской битве захваченные османами бейлики возродились. В 1403 году беем в Алайе был Савджи б. Шемседдин Мехмед, возможно, сын Караманида Шемседдина Мехмеда-бея (1349/50 — 1352/53). Савджи-бей сначала использовал титул «Эмир», а позже — «Султан».
В июне 1403 года маршал Бусико осадил Алайе. В это время Савджи боролся за власть со своим братом (личность которого источники не уточняют) и потому смог прибыть лишь через пять дней. Савджи расположился в полумиле от города и несколько дней атаковал засевших в крепости христиан, нанося им большой урон. Маршал Бусико был сильно разочарован, его флот понёс тяжёлые потери и был вынужден покинуть город. Между беем и маршалом было достигнуто мирное соглашение. Савджи скончался не позднее 1424 года, ему наследовал его сын Караман.

### Караман б. Савджи
В начале своего правления Караман-бей участвовал в завоевании Кипра мамлюками. Султан Барсбей (1422—1438) организовал три экспедиции на остров, в 1426 году Караман-бей присоединился к третьей экспедиции со своими кораблями и солдатами. Кипр был завоёван, король Кипра Янус пленён, и мамлюки установили на острове своё управление.
В 1427 году, опасаясь активности османов, Караман продал Алайе мамлюкам за 5 тысяч динаров. Таким образом султан Барсбей получил удобную базу напротив Кипра, а бей Алайе нашёл союзника и надёжную поддержку против османов (а иногда и против Караманидов). Эта продажа, скорее всего, означала лишь признание вассальной зависимости от мамлюков, сохранение портов открытыми для их флота и предоставление помощи и защиты от османов, когда это будет сочтено необходимым. Во время правления султана Сейфеддина Джакмака (1438—1453) мамлюки, которые хотели полностью захватить Восточное Средиземноморье, организовали три экспедиции на Родос. В этих экспедициях они использовали Алайе в качестве базы. Несмотря на подчинённость мамлюкам, Караман-бей, действуя независимо, оказал давление на короля Кипра и взял с него дань в размере пяти тысяч дукатов. Караманоглу Ибрагим-бей стремился захватить Алайе, что побудило Карамана-бея сблизиться с мамлюками и османами. Ибрагим-бей подговорил брата Карамана, Лютфи-бея, убить Карамана-бея в 1446 году.

### Лютфи б. Савджи
Вместо Карамана его брат Лютфи-бей стал эмиром Алайе в 1446 году. Он продолжил политику удержания Кипра под давлением, которую вёл его брат Караман. Известно, что Караманоглу Ибрагим-бей, который, возможно, поддержал его в захвате власти, уговаривал Лютфи-бея напасть на Кипр при поддержке мамлюков. Лютфи-бей хотел присоединиться к флоту, посланному мамлюкским султаном в 1444 году, но не осмелился после поражения мамлюкского флота на Родосе. Он пошёл на соглашение о торговле и безопасности с королём Кипра Иоанном II, и 7 сентября 1450 года между ними был подписан договор.
Лютфи-бей признавал сюзеренитет султана мамлюков. Свою дочь Лютфи отдал в жёны османскому визирю Рум Мехмеду-паше в надежде получить помощь от османов. Умер Лютфи в Бурсе в июле 1453 года.

### Кылыч Аслан
Кылыч Арслан-бей сыном либо Лютфи-бея, либо брата Лютфи, Али. Он стал беем после смерти Лютфи. Порт Алайе служил для доставки помощи Караманидам от короля и рыцарей Родоса против османов. Чтобы получить полный контроль над землёй Караманидов, было необходимо перекрыть пути поставок. Рум Мехмед-паша не выполнил поручение Мехмеда II в 1468 году, потому что паша не хотел завоёвывать замок родственника. Мехмед II поручил захватить замок Алайе бейлербею Карамана Гедику Ахмедe-паше. Бессильный оказать сопротивление, Кылыч-Арслан-бей сдал город 1471 году. Кылыч-Арслан-бей был отправлен ко двору Мехмеда II и получил санджак Комотини. Оттуда он сбежал в Египет, а затем к властителю Ак-Коюнлу Узун Хасану в надежде на помощь, но умер в дороге. Он был последним беем Алайе.

## Строительство
После того, как Алайе перешёл в руки сельджуков, в городе началось активное строительство. С 1226 года были построены многие бастионы, Кызыл Куле, мечеть Алаэддина, а затем верфь и арсенал. Бастион Эхмедек был построен в 1227 году, мечеть Акбеше Султана — в 1231 году, а мечеть Андызлы — в 1277 году. Имена некоторых сельджукских эмиров остались в надписях на сооружениях. В период Караманогуллары и беев Алайе были построены мечеть Оба-Гюлефшен, хаммам, медресе Оба, завийе Ахмеда, завийе Хызыра Ильяса, мечеть Джемаледдина Сейди, тюрбе Ситти Зейнеп, завийе и ложа Махмуда Сейди, ложа и завийе Зекериа-Зейди.

## Экономика
С завоеванием Алайе сельджуками облик города изменился, и город, долгое время бывший пиратской базой, превратился в морской торговый центр. После того, как сельджуки захватили порт, они заключили договоры с Венецией и Кипрским королевством и сумели привлечь торговцев в свои порты. На трёх основных дорогах, соединяющих Алайе с Анатолией, были построены караван-сараи. В Алайе были верфи для строительства кораблей. В Алайе сходились маршруты из Египта, Европы и из Анатолии, город являлся самым оживлённым рынком Южной Анатолии после Анталии. Из Алайе везли древесину и смолу, особенно в Египет. Из Анатолии везли такие товары, как железная руда, древесина, шёлк, кожа, ткацкие изделия, квасцы, кунжут, мыло, серебро, медь и олово. Анталия и Алайе имели жизненно важное значение для Египта с точки зрения поставки рабов, составлявших основу военной организации мамлюков. Из Египта в Алайе торговцы везли перец, сахар, лён и ткани. Из Алайе их доставляли во внутренние районы Анатолии по суше и в Европу по морю.
Бусико, который был в Алайе в 1403 году, видел, что магазины здесь полны товаров. Беи Алайе были богаты, а условия жизни их подданных были хорошими.
| (Нуреддин) Нуре Софи                                                            |                                                                                 |                                                                                 |                                                                                 |                                                                                 |                                                                                 |  |  |                                         |                                         |                                         |                                         |                                         |                                         |  |  |                |                |                |                |                |                |  |  |  |  |  |  |  |  |  |  |  |  |  |  |  |  |
|                                                                                 |                                                                                 |                                                                                 |                                                                                 |                                                                                 |                                                                                 |  |  |                                         |                                         |                                         |                                         |                                         |                                         |  |  |                |                |                |                |                |                |  |  |  |  |  |  |  |  |  |  |  |  |  |  |  |  |
| Караман-бей (ум. 1263)                                                          |                                                                                 |                                                                                 |                                                                                 |                                                                                 |                                                                                 |  |  |                                         |                                         |                                         |                                         |                                         |                                         |  |  |                |                |                |                |                |                |  |  |  |  |  |  |  |  |  |  |  |  |  |  |  |  |
|                                                                                 |                                                                                 |                                                                                 |                                                                                 |                                                                                 |                                                                                 |  |  |                                         |                                         |                                         |                                         |                                         |                                         |  |  |                |                |                |                |                |                |  |  |  |  |  |  |  |  |  |  |  |  |  |  |  |  |
|                                                                                 |                                                                                 |                                                                                 |                                                                                 |                                                                                 |                                                                                 |  |  |                                         |                                         |                                         |                                         |                                         |                                         |  |  |                |                |                |                |                |                |  |  |  |  |  |  |  |  |  |  |  |  |  |  |  |  |
| 1. Бедреддин Махмуд 1300—1308 — бей Караманогуллары 1292/93—1300/08 — бей Алайе | 1. Бедреддин Махмуд 1300—1308 — бей Караманогуллары 1292/93—1300/08 — бей Алайе | 1. Бедреддин Махмуд 1300—1308 — бей Караманогуллары 1292/93—1300/08 — бей Алайе | 1. Бедреддин Махмуд 1300—1308 — бей Караманогуллары 1292/93—1300/08 — бей Алайе | 1. Бедреддин Махмуд 1300—1308 — бей Караманогуллары 1292/93—1300/08 — бей Алайе | 1. Бедреддин Махмуд 1300—1308 — бей Караманогуллары 1292/93—1300/08 — бей Алайе |  |  | 2. Юсуф б. Караман (1300/08—после 1334) | 2. Юсуф б. Караман (1300/08—после 1334) | 2. Юсуф б. Караман (1300/08—после 1334) | 2. Юсуф б. Караман (1300/08—после 1334) | 2. Юсуф б. Караман (1300/08—после 1334) | 2. Юсуф б. Караман (1300/08—после 1334) |  |  |                |                |                |                |                |                |  |  |  |  |  |  |  |  |  |  |  |  |  |  |  |  |
| 1. Бедреддин Махмуд 1300—1308 — бей Караманогуллары 1292/93—1300/08 — бей Алайе | 1. Бедреддин Махмуд 1300—1308 — бей Караманогуллары 1292/93—1300/08 — бей Алайе | 1. Бедреддин Махмуд 1300—1308 — бей Караманогуллары 1292/93—1300/08 — бей Алайе | 1. Бедреддин Махмуд 1300—1308 — бей Караманогуллары 1292/93—1300/08 — бей Алайе | 1. Бедреддин Махмуд 1300—1308 — бей Караманогуллары 1292/93—1300/08 — бей Алайе | 1. Бедреддин Махмуд 1300—1308 — бей Караманогуллары 1292/93—1300/08 — бей Алайе |  |  | 2. Юсуф б. Караман (1300/08—после 1334) | 2. Юсуф б. Караман (1300/08—после 1334) | 2. Юсуф б. Караман (1300/08—после 1334) | 2. Юсуф б. Караман (1300/08—после 1334) | 2. Юсуф б. Караман (1300/08—после 1334) | 2. Юсуф б. Караман (1300/08—после 1334) |  |  |                |                |                |                |                |                |  |  |  |  |  |  |  |  |  |  |  |  |  |  |  |  |
| Бедреддин Ибрагим (1312—1333)                                                   |                                                                                 |                                                                                 |                                                                                 |                                                                                 |                                                                                 |  |  |                                         |                                         |                                         |                                         |                                         |                                         |  |  |                |                |                |                |                |                |  |  |  |  |  |  |  |  |  |  |  |  |  |  |  |  |
|                                                                                 |                                                                                 |                                                                                 |                                                                                 |                                                                                 |                                                                                 |  |  |                                         |                                         |                                         |                                         |                                         |                                         |  |  |                |                |                |                |                |                |  |  |  |  |  |  |  |  |  |  |  |  |  |  |  |  |
| Шемседдин-бей (1350—1351)                                                       | Шемседдин-бей (1350—1351)                                                       | Шемседдин-бей (1350—1351)                                                       | Шемседдин-бей (1350—1351)                                                       | Шемседдин-бей (1350—1351)                                                       | Шемседдин-бей (1350—1351)                                                       |  |  | 3. Алаэддин (?- 1364)                   | 3. Алаэддин (?- 1364)                   | 3. Алаэддин (?- 1364)                   | 3. Алаэддин (?- 1364)                   | 3. Алаэддин (?- 1364)                   | 3. Алаэддин (?- 1364)                   |  |  |                |                |                |                |                |                |  |  |  |  |  |  |  |  |  |  |  |  |  |  |  |  |
| Шемседдин-бей (1350—1351)                                                       | Шемседдин-бей (1350—1351)                                                       | Шемседдин-бей (1350—1351)                                                       | Шемседдин-бей (1350—1351)                                                       | Шемседдин-бей (1350—1351)                                                       | Шемседдин-бей (1350—1351)                                                       |  |  | 3. Алаэддин (?- 1364)                   | 3. Алаэддин (?- 1364)                   | 3. Алаэддин (?- 1364)                   | 3. Алаэддин (?- 1364)                   | 3. Алаэддин (?- 1364)                   | 3. Алаэддин (?- 1364)                   |  |  |                |                |                |                |                |                |  |  |  |  |  |  |  |  |  |  |  |  |  |  |  |  |
|                                                                                 |                                                                                 |                                                                                 |                                                                                 |                                                                                 |                                                                                 |  |  | 4. Махмуд (1364— после 1374)            |                                         |                                         |                                         |                                         |                                         |  |  |                |                |                |                |                |                |  |  |  |  |  |  |  |  |  |  |  |  |  |  |  |  |
|                                                                                 |                                                                                 |                                                                                 |                                                                                 |                                                                                 |                                                                                 |  |  |                                         |                                         |                                         |                                         |                                         |                                         |  |  |                |                |                |                |                |                |  |  |  |  |  |  |  |  |  |  |  |  |  |  |  |  |
|                                                                                 |                                                                                 |                                                                                 |                                                                                 |                                                                                 |                                                                                 |  |  |                                         |                                         |                                         |                                         |                                         |                                         |  |  |                |                |                |                |                |                |  |  |  |  |  |  |  |  |  |  |  |  |  |  |  |  |
| 5. Савджи (1403—1424)                                                           | 5. Савджи (1403—1424)                                                           | 5. Савджи (1403—1424)                                                           | 5. Савджи (1403—1424)                                                           | 5. Савджи (1403—1424)                                                           | 5. Савджи (1403—1424)                                                           |  |  | Джелаледдин в 1412 — бей Эгридира       | Джелаледдин в 1412 — бей Эгридира       | Джелаледдин в 1412 — бей Эгридира       | Джелаледдин в 1412 — бей Эгридира       | Джелаледдин в 1412 — бей Эгридира       | Джелаледдин в 1412 — бей Эгридира       |  |  | Алаеддин Гайби | Алаеддин Гайби | Алаеддин Гайби | Алаеддин Гайби | Алаеддин Гайби | Алаеддин Гайби |  |  |  |  |  |  |  |  |  |  |  |  |  |  |  |  |
| 5. Савджи (1403—1424)                                                           | 5. Савджи (1403—1424)                                                           | 5. Савджи (1403—1424)                                                           | 5. Савджи (1403—1424)                                                           | 5. Савджи (1403—1424)                                                           | 5. Савджи (1403—1424)                                                           |  |  | Джелаледдин в 1412 — бей Эгридира       | Джелаледдин в 1412 — бей Эгридира       | Джелаледдин в 1412 — бей Эгридира       | Джелаледдин в 1412 — бей Эгридира       | Джелаледдин в 1412 — бей Эгридира       | Джелаледдин в 1412 — бей Эгридира       |  |  | Алаеддин Гайби | Алаеддин Гайби | Алаеддин Гайби | Алаеддин Гайби | Алаеддин Гайби | Алаеддин Гайби |  |  |  |  |  |  |  |  |  |  |  |  |  |  |  |  |
|                                                                                 |                                                                                 |                                                                                 |                                                                                 |                                                                                 |                                                                                 |  |  |                                         |                                         |                                         |                                         |                                         |                                         |  |  |                |                |                |                |                |                |  |  |  |  |  |  |  |  |  |  |  |  |  |  |  |  |
| 6. Караман (1424—1444/46)                                                       | 6. Караман (1424—1444/46)                                                       | 6. Караман (1424—1444/46)                                                       | 6. Караман (1424—1444/46)                                                       | 6. Караман (1424—1444/46)                                                       | 6. Караман (1424—1444/46)                                                       |  |  | 7. Лютфи (1444/46-1453)                 | 7. Лютфи (1444/46-1453)                 | 7. Лютфи (1444/46-1453)                 | 7. Лютфи (1444/46-1453)                 | 7. Лютфи (1444/46-1453)                 | 7. Лютфи (1444/46-1453)                 |  |  | Али            | Али            | Али            | Али            | Али            | Али            |  |  |  |  |  |  |  |  |  |  |  |  |  |  |  |  |
| 6. Караман (1424—1444/46)                                                       | 6. Караман (1424—1444/46)                                                       | 6. Караман (1424—1444/46)                                                       | 6. Караман (1424—1444/46)                                                       | 6. Караман (1424—1444/46)                                                       | 6. Караман (1424—1444/46)                                                       |  |  | 7. Лютфи (1444/46-1453)                 | 7. Лютфи (1444/46-1453)                 | 7. Лютфи (1444/46-1453)                 | 7. Лютфи (1444/46-1453)                 | 7. Лютфи (1444/46-1453)                 | 7. Лютфи (1444/46-1453)                 |  |  | Али            | Али            | Али            | Али            | Али            | Али            |  |  |  |  |  |  |  |  |  |  |  |  |  |  |  |  |
|                                                                                 |                                                                                 |                                                                                 |                                                                                 |                                                                                 |                                                                                 |  |  |                                         |                                         |                                         |                                         | 8. Кылыч Арслан (1453—1471)             |                                         |  |  |                |                |                |                |                |                |  |  |  |  |  |  |  |  |  |  |  |  |  |  |  |  |